# Indianapolis 500 in 2024
De 108e editie van de Indianapolis 500 werd in 2024 verreden op zondag 26 mei op de Indianapolis Motor Speedway in Indianapolis in de staat Indiana.
Josef Newgarden behaalde zijn tweede Indianapolis 500-overwinning. Hij werd hiermee de eerste coureur sinds Hélio Castroneves in 2002 die de race twee keer op een rij wist te winnen. Patricio O'Ward eindigde als tweede, terwijl Scott Dixon als derde finishte.

## Inschrijvingen
Aan deze race namen acht Indy 500-winnaars mee. De titelhouder Josef Newgarden rijdt bij Team Penske, net als Will Power (2018). Marcus Ericsson, winnaar in 2022, reed voor Andretti Global. Hélio Castroneves, die in 2001, 2002, 2009 en 2021 won, reed bij Meyer Shank Racing. Takuma Sato, die in 2017 en 2020 won, kwam uit voor Rahal Letterman Lanigan Racing. Alexander Rossi (2016) kwam uit voor Arrow McLaren, terwijl Ryan Hunter-Reay (2014) voor Dreyer & Reinbold Racing with Cusick Motorsports reed. Tot slot kwam Scott Dixon, winnaar in 2008, uit voor Chip Ganassi Racing.
W = eerdere winnaar
R = rookie
| Nr | Rijders               | Team                                                          | Motor     |
| -- | --------------------- | ------------------------------------------------------------- | --------- |
| 02 | Josef Newgarden W     | Team Penske                                                   | Chevrolet |
| 03 | Scott McLaughlin      | Team Penske                                                   | Chevrolet |
| 04 | Kyffin Simpson R      | Chip Ganassi Racing                                           | Honda     |
| 05 | Patricio O'Ward       | Arrow McLaren                                                 | Chevrolet |
| 06 | Callum Ilott          | Arrow McLaren                                                 | Chevrolet |
| 06 | Hélio Castroneves W   | Meyer Shank Racing with Curb-Agajanian                        | Honda     |
| 07 | Alexander Rossi W     | Arrow McLaren                                                 | Chevrolet |
| 08 | Linus Lundqvist R     | Chip Ganassi Racing                                           | Honda     |
| 09 | Scott Dixon W         | Chip Ganassi Racing                                           | Honda     |
| 10 | Álex Palou            | Chip Ganassi Racing                                           | Honda     |
| 11 | Marcus Armstrong R    | Chip Ganassi Racing                                           | Honda     |
| 12 | Will Power W          | Team Penske                                                   | Chevrolet |
| 14 | Santino Ferrucci      | A.J. Foyt Enterprises                                         | Chevrolet |
| 15 | Graham Rahal          | Rahal Letterman Lanigan Racing                                | Honda     |
| 17 | Kyle Larson R         | Arrow McLaren with Hendrick Motorsports                       | Chevrolet |
| 18 | Nolan Siegel R        | Dale Coyne Racing                                             | Honda     |
| 20 | Ed Carpenter          | Ed Carpenter Racing                                           | Chevrolet |
| 21 | Rinus VeeKay          | Ed Carpenter Racing                                           | Chevrolet |
| 23 | Ryan Hunter-Reay W    | Dreyer & Reinbold Racing with Cusick Motorsports              | Chevrolet |
| 24 | Conor Daly            | Dreyer & Reinbold Racing with Cusick Motorsports              | Chevrolet |
| 26 | Colton Herta          | Andretti Global with Curb-Agajanian                           | Honda     |
| 27 | Kyle Kirkwood         | Andretti Global                                               | Honda     |
| 28 | Marcus Ericsson W     | Andretti Global                                               | Honda     |
| 30 | Pietro Fittipaldi     | Rahal Letterman Lanigan Racing                                | Honda     |
| 33 | Christian Rasmussen R | Ed Carpenter Racing                                           | Chevrolet |
| 41 | Sting Ray Robb        | A.J. Foyt Enterprises                                         | Chevrolet |
| 45 | Christian Lundgaard   | Rahal Letterman Lanigan Racing                                | Honda     |
| 51 | Katherine Legge       | Dale Coyne Racing with Rick Ware Racing                       | Honda     |
| 60 | Felix Rosenqvist      | Meyer Shank Racing                                            | Honda     |
| 66 | Tom Blomqvist R       | Meyer Shank Racing                                            | Honda     |
| 75 | Takuma Sato W         | Rahal Letterman Lanigan Racing                                | Honda     |
| 77 | Romain Grosjean       | Juncos Hollinger Racing                                       | Chevrolet |
| 78 | Agustín Canapino      | Juncos Hollinger Racing                                       | Chevrolet |
| 98 | Marco Andretti        | Andretti Herta Autosport with Marco Andretti & Curb-Agajanian | Honda     |

## Kwalificatie

### Dag 1 - Zaterdag 18 mei
De snelste twaalf coureurs gingen door naar de Fast Twelve Shootout op zondag 19 mei. De coureurs op de plaatsen 10 tot en met 30 starten vanaf deze posities. De vier langzaamste coureurs gingen naar de Last Chance Qualifying, waarin de langzaamste coureur afvalt en de race niet mag starten.
| Positie                | Nr                     | Rijder                  | Team                                                          | Motor                  | Snelheid (m/h)         |
| Fast Twelve Qualifying | Fast Twelve Qualifying | Fast Twelve Qualifying  | Fast Twelve Qualifying                                        | Fast Twelve Qualifying | Fast Twelve Qualifying |
| ---------------------- | ---------------------- | ----------------------- | ------------------------------------------------------------- | ---------------------- | ---------------------- |
| 1                      | 12                     | Will Power (W)          | Team Penske                                                   | Chevrolet              | 233.758                |
| 2                      | 03                     | Scott McLaughlin        | Team Penske                                                   | Chevrolet              | 233.332                |
| 3                      | 02                     | Josef Newgarden (W)     | Team Penske                                                   | Chevrolet              | 233.293                |
| 4                      | 07                     | Alexander Rossi (W)     | Arrow McLaren                                                 | Chevrolet              | 233.069                |
| 5                      | 27                     | Kyle Kirkwood           | Andretti Global                                               | Honda                  | 232.764                |
| 6                      | 17                     | Kyle Larson (R)         | Arrow McLaren with Hendrick Motorsports                       | Chevrolet              | 233.347                |
| 7                      | 60                     | Felix Rosenqvist        | Meyer Shank Racing                                            | Honda                  | 232.547                |
| 8                      | 14                     | Santino Ferrucci        | A.J. Foyt Enterprises                                         | Chevrolet              | 232.496                |
| 9                      | 75                     | Takuma Sato (W)         | Rahal Letterman Lanigan Racing                                | Honda                  | 232.473                |
| 10                     | 05                     | Patricio O'Ward         | Arrow McLaren                                                 | Chevrolet              | 232.434                |
| 11                     | 21                     | Rinus VeeKay            | Ed Carpenter Racing                                           | Chevrolet              | 232.419                |
| 12                     | 23                     | Ryan Hunter-Reay (W)    | Dreyer & Reinbold Racing with Cusick Motorsports              | Chevrolet              | 232.385                |
| Posities 13-30         |                        |                         |                                                               |                        |                        |
| 13                     | 26                     | Colton Herta            | Andretti Global with Curb-Agajanian                           | Honda                  | 232.316                |
| 14                     | 10                     | Álex Palou              | Chip Ganassi Racing                                           | Honda                  | 232.306                |
| 15                     | 06                     | Callum Ilott            | Arrow McLaren                                                 | Chevrolet              | 232.230                |
| 16                     | 11                     | Marcus Armstrong (R)    | Chip Ganassi Racing                                           | Honda                  | 232.183                |
| 17                     | 20                     | Ed Carpenter            | Ed Carpenter Racing                                           | Chevrolet              | 232.017                |
| 18                     | 4                      | Kyffin Simpson (R)      | Chip Ganassi Racing                                           | Honda                  | 231.948                |
| 19                     | 98                     | Marco Andretti          | Andretti Herta Autosport with Marco Andretti & Curb-Agajanian | Honda                  | 231.890                |
| 20                     | 06                     | Hélio Castroneves (W)   | Meyer Shank Racing with Curb-Agajanian                        | Honda                  | 231.871                |
| 21                     | 09                     | Scott Dixon (W)         | Chip Ganassi Racing                                           | Honda                  | 231.851                |
| 22                     | 78                     | Agustín Canapino        | Juncos Hollinger Racing                                       | Chevrolet              | 231.847                |
| 23                     | 41                     | Sting Ray Robb          | A.J. Foyt Enterprises                                         | Chevrolet              | 231.826                |
| 24                     | 33                     | Christian Rasmussen (R) | Ed Carpenter Racing                                           | Chevrolet              | 231.682                |
| 25                     | 6                      | Tom Blomqvist (R)       | Meyer Shank Racing                                            | Honda                  | 231.578                |
| 26                     | 77                     | Romain Grosjean         | Juncos Hollinger Racing                                       | Chevrolet              | 231.514                |
| 27                     | 08                     | Linus Lundqvist (R)     | Chip Ganassi Racing                                           | Honda                  | 231.506                |
| 28                     | 45                     | Christian Lundgaard     | Rahal Letterman Lanigan Racing                                | Honda                  | 231.465                |
| 29                     | 24                     | Conor Daly              | Dreyer & Reinbold Racing with Cusick Motorsports              | Chevrolet              | 231.243                |
| 30                     | 30                     | Pietro Fittipaldi       | Rahal Letterman Lanigan Racing                                | Honda                  | 231.100                |
| Last Chance Qualifying |                        |                         |                                                               |                        |                        |
| 31                     | 51                     | Katherine Legge         | Dale Coyne Racing with Rick Ware Racing                       | Honda                  | 230.830                |
| 32                     | 28                     | Marcus Ericsson (W)     | Andretti Global                                               | Honda                  | 230.765                |
| 33                     | 15                     | Graham Rahal            | Rahal Letterman Lanigan Racing                                | Honda                  | 230.685                |
| 34                     | 18                     | Nolan Siegel (R)        | Dale Coyne Racing                                             | Honda                  | 228.841                |
| Officiële uitslag      |                        |                         |                                                               |                        |                        |

### Dag 2 - Zondag 19 mei

#### Fast Twelve Qualifying
De snelste twaalf coureurs gingen door naar de Fast Six Qualifying, die later op de dag plaatsvond. De coureurs op de plaatsen 7 tot en met 12 starten vanaf deze posities.
| Positie             | Nr                  | Rijder               | Team                                             | Motor               | Snelheid (m/h)      |
| Fast Six Qualifying | Fast Six Qualifying | Fast Six Qualifying  | Fast Six Qualifying                              | Fast Six Qualifying | Fast Six Qualifying |
| ------------------- | ------------------- | -------------------- | ------------------------------------------------ | ------------------- | ------------------- |
| 1                   | 03                  | Scott McLaughlin     | Team Penske                                      | Chevrolet           | 233.492             |
| 2                   | 12                  | Will Power (W)       | Team Penske                                      | Chevrolet           | 233.483             |
| 3                   | 02                  | Josef Newgarden (W)  | Team Penske                                      | Chevrolet           | 233.286             |
| 4                   | 07                  | Alexander Rossi (W)  | Arrow McLaren                                    | Chevrolet           | 233.071             |
| 5                   | 17                  | Kyle Larson (R)      | Arrow McLaren with Hendrick Motorsports          | Chevrolet           | 232.788             |
| 6                   | 14                  | Santino Ferrucci     | A.J. Foyt Enterprises                            | Chevrolet           | 232.723             |
| Posities 7-12       |                     |                      |                                                  |                     |                     |
| 7                   | 21                  | Rinus VeeKay         | Ed Carpenter Racing                              | Chevrolet           | 232.610             |
| 8                   | 05                  | Patricio O'Ward      | Arrow McLaren                                    | Chevrolet           | 232.584             |
| 9                   | 60                  | Felix Rosenqvist     | Meyer Shank Racing                               | Honda               | 232.305             |
| 10                  | 75                  | Takuma Sato (W)      | Rahal Letterman Lanigan Racing                   | Honda               | 232.171             |
| 11                  | 27                  | Kyle Kirkwood        | Andretti Global                                  | Honda               | 230.993             |
| 12                  | 23                  | Ryan Hunter-Reay (W) | Dreyer & Reinbold Racing with Cusick Motorsports | Chevrolet           | 230.567             |
| Officiële uitslag   |                     |                      |                                                  |                     |                     |

#### Last Chance Qualifying
| Positie             | Nr             | Rijder              | Team                                    | Motor          | Snelheid (m/h) |                |
| Gekwalificeerd      | Gekwalificeerd | Gekwalificeerd      | Gekwalificeerd                          | Gekwalificeerd | Gekwalificeerd | Gekwalificeerd |
| ------------------- | -------------- | ------------------- | --------------------------------------- | -------------- | -------------- | -------------- |
| 31                  | 51             | Katherine Legge     | Dale Coyne Racing with Rick Ware Racing | Honda          | 230.092        |                |
| 32                  | 28             | Marcus Ericsson (W) | Andretti Global                         | Honda          | 230.027        |                |
| 33                  | 15             | Graham Rahal        | Rahal Letterman Lanigan Racing          | Honda          | 229.974        |                |
| Niet gekwalificeerd |                |                     |                                         |                |                |                |
| 34                  | 18             | Nolan Siegel (R)    | Dale Coyne Racing                       | Honda          | 229.566        |                |
| Officiële uitslag   |                |                     |                                         |                |                |                |

#### Fast Six Qualifying
De tijd van Scott McLaughlin was de snelste pole positiontijd en de op een na snelste kwalificatietijd uit de geschiedenis van de Indianapolis 500.
| Positie             | Nr                  | Rijder              | Team                                    | Motor               | Snelheid (m/h)      |
| Fast Six Qualifying | Fast Six Qualifying | Fast Six Qualifying | Fast Six Qualifying                     | Fast Six Qualifying | Fast Six Qualifying |
| ------------------- | ------------------- | ------------------- | --------------------------------------- | ------------------- | ------------------- |
| 1                   | 03                  | Scott McLaughlin    | Team Penske                             | Chevrolet           | 234.220             |
| 2                   | 12                  | Will Power (W)      | Team Penske                             | Chevrolet           | 233.917             |
| 3                   | 02                  | Josef Newgarden (W) | Team Penske                             | Chevrolet           | 233.808             |
| 4                   | 07                  | Alexander Rossi (W) | Arrow McLaren                           | Chevrolet           | 233.090             |
| 5                   | 17                  | Kyle Larson (R)     | Arrow McLaren with Hendrick Motorsports | Chevrolet           | 232.846             |
| 6                   | 14                  | Santino Ferrucci    | A.J. Foyt Enterprises                   | Chevrolet           | 232.692             |
| Officiële uitslag   |                     |                     |                                         |                     |                     |

## Startgrid
| Rij | Binnen | Binnen               | Midden | Midden                | Buiten | Buiten                  |
| --- | ------ | -------------------- | ------ | --------------------- | ------ | ----------------------- |
| 1   | 3      | Scott McLaughlin     | 12     | Will Power (W)        | 2      | Josef Newgarden (W)     |
| 2   | 7      | Alexander Rossi (W)  | 17     | Kyle Larson (R)       | 14     | Santino Ferrucci        |
| 3   | 21     | Rinus VeeKay         | 5      | Patricio O'Ward       | 60     | Felix Rosenqvist        |
| 4   | 75     | Takuma Sato (W)      | 27     | Kyle Kirkwood         | 23     | Ryan Hunter-Reay (W)    |
| 5   | 26     | Colton Herta         | 10     | Álex Palou            | 6      | Callum Ilott            |
| 6   | 11     | Marcus Armstrong (R) | 20     | Ed Carpenter          | 4      | Kyffin Simpson (R)      |
| 7   | 98     | Marco Andretti       | 06     | Hélio Castroneves (W) | 9      | Scott Dixon (W)         |
| 8   | 78     | Agustín Canapino     | 41     | Sting Ray Robb        | 33     | Christian Rasmussen (R) |
| 9   | 66     | Tom Blomqvist (R)    | 77     | Romain Grosjean       | 8      | Linus Lundqvist (R)     |
| 10  | 45     | Christian Lundgaard  | 24     | Conor Daly            | 30     | Jack Harvey             |
| 11  | 51     | Katherine Legge      | 28     | Marcus Ericsson (W)   | 15     | Graham Rahal            |

- (W) = Voormalig Indianapolis 500 winnaars
- (R) = Indianapolis 500 rookie

## Race-uitslag
Vanwege regenval ging de race vier uur later dan gepland van start.
| Positie           | Nr | Rijder                  | Team                                                          | Motor     | Ronden | Tijd/Opgave  | Pitstops | Grid | Ronden aan de leiding | Punten |
| ----------------- | -- | ----------------------- | ------------------------------------------------------------- | --------- | ------ | ------------ | -------- | ---- | --------------------- | ------ |
| 1                 | 02 | Josef Newgarden (W)     | Team Penske                                                   | Chevrolet | 200    | 2:58:49.4079 | 5        | 3    | 26                    | 61     |
| 2                 | 05 | Patricio O'Ward         | Arrow McLaren                                                 | Chevrolet | 200    | +0.3417      | 6        | 8    | 12                    | 46     |
| 3                 | 09 | Scott Dixon (W)         | Chip Ganassi Racing                                           | Honda     | 200    | +0.9097      | 6        | 21   | 12                    | 36     |
| 4                 | 07 | Alexander Rossi (W)     | Arrow McLaren                                                 | Chevrolet | 200    | +1.1691      | 5        | 4    | 12                    | 42     |
| 5                 | 10 | Álex Palou              | Chip Ganassi Racing                                           | Honda     | 200    | +1.5079      | 5        | 14   | 1                     | 31     |
| 6                 | 03 | Scott McLaughlin        | Team Penske                                                   | Chevrolet | 200    | +2.0593      | 5        | 1    | 64                    | 43     |
| 7                 | 27 | Kyle Kirkwood           | Andretti Global                                               | Honda     | 200    | +2.5379      | 6        | 11   | 2                     | 29     |
| 8                 | 14 | Santino Ferrucci        | A.J. Foyt Enterprises                                         | Chevrolet | 200    | +3.6143      | 5        | 6    | 1                     | 32     |
| 9                 | 21 | Rinus VeeKay            | Ed Carpenter Racing                                           | Chevrolet | 200    | +3.9560      | 5        | 7    | 8                     | 29     |
| 10                | 24 | Conor Daly              | Dreyer & Reinbold Racing with Cusick Motorsports              | Chevrolet | 200    | +4.6071      | 6        | 29   | 22                    | 21     |
| 11                | 06 | Callum Ilott            | Arrow McLaren                                                 | Chevrolet | 200    | +4.9652      | 7        | 15   | 1                     | 20     |
| 12                | 33 | Christian Rasmussen (R) | Ed Carpenter Racing                                           | Chevrolet | 200    | +5.3234      | 6        | 24   | 1                     | 19     |
| 13                | 45 | Christian Lundgaard     | Rahal Letterman Lanigan Racing                                | Honda     | 200    | +6.1824      | 7        | 28   | 4                     | 18     |
| 14                | 75 | Takuma Sato (W)         | Rahal Letterman Lanigan Racing                                | Honda     | 200    | +6.6893      | 6        | 10   | 0                     | 19     |
| 15                | 15 | Graham Rahal            | Rahal Letterman Lanigan Racing                                | Honda     | 200    | +7.3608      | 7        | 33   | 1                     | 16     |
| 16                | 41 | Sting Ray Robb          | A.J. Foyt Enterprises                                         | Chevrolet | 200    | +8.5098      | 5        | 23   | 23                    | 15     |
| 17                | 20 | Ed Carpenter            | Ed Carpenter Racing                                           | Chevrolet | 200    | +8.9081      | 6        | 17   | 3                     | 14     |
| 18                | 17 | Kyle Larson (R)         | Arrow McLaren with Hendrick Motorsports                       | Chevrolet | 200    | +9.4846      | 6        | 5    | 4                     | 21     |
| 19                | 77 | Romain Grosjean         | Juncos Hollinger Racing                                       | Chevrolet | 200    | +9.8312      | 7        | 26   | 0                     | 11     |
| 20                | 06 | Hélio Castroneves (W)   | Meyer Shank Racing with Curb-Agajanian                        | Honda     | 200    | +10.3602     | 5        | 20   | 0                     | 10     |
| 21                | 04 | Kyffin Simpson (R)      | Chip Ganassi Racing                                           | Honda     | 200    | +11.0931     | 8        | 18   | 3                     | 10     |
| 22                | 78 | Agustín Canapino        | Juncos Hollinger Racing                                       | Chevrolet | 199    | +1 ronde     | 6        | 22   | 0                     | 8      |
| 23                | 26 | Colton Herta            | Andretti Global                                               | Honda     | 170    | Ongeluk      | 4        | 13   | 0                     | 7      |
| 24                | 12 | Will Power (W)          | Team Penske                                                   | Chevrolet | 145    | Ongeluk      | 4        | 2    | 0                     | 17     |
| 25                | 98 | Marco Andretti          | Andretti Herta Autosport with Marco Andretti & Curb-Agajanian | Honda     | 113    | Ongeluk      | 5        | 19   | 0                     | 5      |
| 26                | 23 | Ryan Hunter-Reay (W)    | Dreyer & Reinbold Racing with Cusick Motorsports              | Chevrolet | 107    | Ongeluk      | 4        | 12   | 0                     | 6      |
| 27                | 60 | Felix Rosenqvist        | Meyer Shank Racing                                            | Honda     | 55     | Mechanisch   | 1        | 9    | 0                     | 9      |
| 28                | 08 | Linus Lundqvist (R)     | Chip Ganassi Racing                                           | Honda     | 27     | Ongeluk      | 2        | 27   | 0                     | 5      |
| 29                | 51 | Katherine Legge         | Dale Coyne Racing with Rick Ware Racing                       | Honda     | 22     | Mechanisch   | 1        | 31   | 0                     | 5      |
| 30                | 11 | Marcus Armstrong (R)    | Chip Ganassi Racing                                           | Honda     | 6      | Mechanisch   | 0        | 16   | 0                     | 5      |
| 31                | 66 | Tom Blomqvist (R)       | Meyer Shank Racing                                            | Honda     | 0      | Ongeluk      | 0        | 25   | 0                     | 5      |
| 32                | 30 | Pietro Fittipaldi       | Rahal Letterman Lanigan Racing                                | Honda     | 0      | Ongeluk      | 0        | 30   | 0                     | 5      |
| 33                | 28 | Marcus Ericsson (W)     | Andretti Global                                               | Honda     | 0      | Ongeluk      | 0        | 32   | 0                     | 5      |
| Officiële uitslag |    |                         |                                                               |           |        |              |          |      |                       |        |

1911 · 1912 · 1913 · 1914 · 1915 · 1916 · 1917 · 1918 · 1919 · 1920 · 1921 · 1922 · 1923 · 1924 · 1925 · 1926 · 1927 · 1928 · 1929 · 1930 · 1931 · 1932 · 1933 · 1934 · 1935 · 1936 · 1937 · 1938 · 1939 · 1940 · 1941 · 1942 · 1943 · 1944 · 1945 · 1946 · 1947 · 1948 · 1949 · 1950 · 1951 · 1952 · 1953 · 1954 · 1955 · 1956 · 1957 · 1958 · 1959 · 1960 · 1961 · 1962 · 1963 · 1964 · 1965 · 1966 · 1967 · 1968 · 1969 · 1970 · 1971 · 1972 · 1973 · 1974 · 1975 · 1976 · 1977 · 1978 · 1979 · 1980 · 1981 · 1982 · 1983 · 1984 · 1985 · 1986 · 1987 · 1988 · 1989 · 1990 · 1991 · 1992 · 1993 · 1994 · 1995 · 1996 · 1997 · 1998 · 1999 · 2000 · 2001 · 2002 · 2003 · 2004 · 2005 · 2006 · 2007 · 2008 · 2009 · 2010 · 2011 · 2012 · 2013 · 2014 · 2015 · 2016 · 2017 · 2018 · 2019 · 2020 · 2021 · 2022 · 2023 · 2024 · 2025